# إلغاسة (كوشك)
إلغاسة (بالفارسية: الگاسه) هي قرية تقع في إيران في محافظة خوزستان.